# Олбрамовице (Бенешов)
Олбрамовице (чеш. Olbramovice) је насељено мјесто са административним статусом сеоске општине (чеш. obec) у округу Бенешов, у Средњочешком крају, Чешка Република.

## Становништво
Према подацима о броју становника из 2014. године насеље је имало 1.229 становника.